# Chu Vĩnh Khang (nhà hoạt động)
Chu Vĩnh Khang hay Alex Chow Wing-hong (tiếng Trung: 周永康; Lưu Tích Tường: Jau1 Wing5 Hong1; sinh ngày 18 tháng 8 năm 1990) là một nhà hoạt động xã hội người Hồng Kông. Anh là một sinh viên của Khoa Văn của Đại học Hồng Kông, là tổng thư ký của Liên đoàn Hồng Kông của sinh viên và là phó chủ tịch của Liên minh Sinh viên Đại học Hồng Kông.